# Fedcupový tým Spojených států amerických
Spojené státy americké v Billie Jean King Cupu reprezentují Spojené státy americké v tenisové soutěži ženských týmů od roku 1963 pod vedením národního tenisového svazu United States Tennis Association. Americké tenistky také vyhrály 51 z 61 mezistátních utkání ve Wightman Cupu, soupeření ženských družstev mezi Spojenými státy a Velkou Británií.
Spojené státy představují historicky nejúspěšnější družstvo soutěže, když vyhrály osmnáct ročníků a dvanáctkrát skončily jako poražený finalista. Rekord drží i sérií sedmi titulů v řadě z let 1976–1982, kdy Američanky vytvořily nejdelší šňůru neporazitelnosti, čítající 38 mezistátních utkání a v jejich rámci 64 výher v jednotlivých zápasech.
Absolutně nejvyšší počet osmi trofejí v celé soutěži vyhrála Chris Evertová, následována sedmi tituly Billie Jean Kingové a šesti Rosemary Casalsové, čímž se Američanky zařadily na první tři místa historických statistik. Evertová (1980–1982) s Kingovovou (1976) triumfovaly i souběžně jako hráčky a zároveň kapitánky družstva.
V roce 2024 se kapitánkou stala bývalá světová jednička Lindsay Davenportová, když nahradila Kathy Rinaldiovou, působící u týmu v letech 2017–2023.

## Statistiky

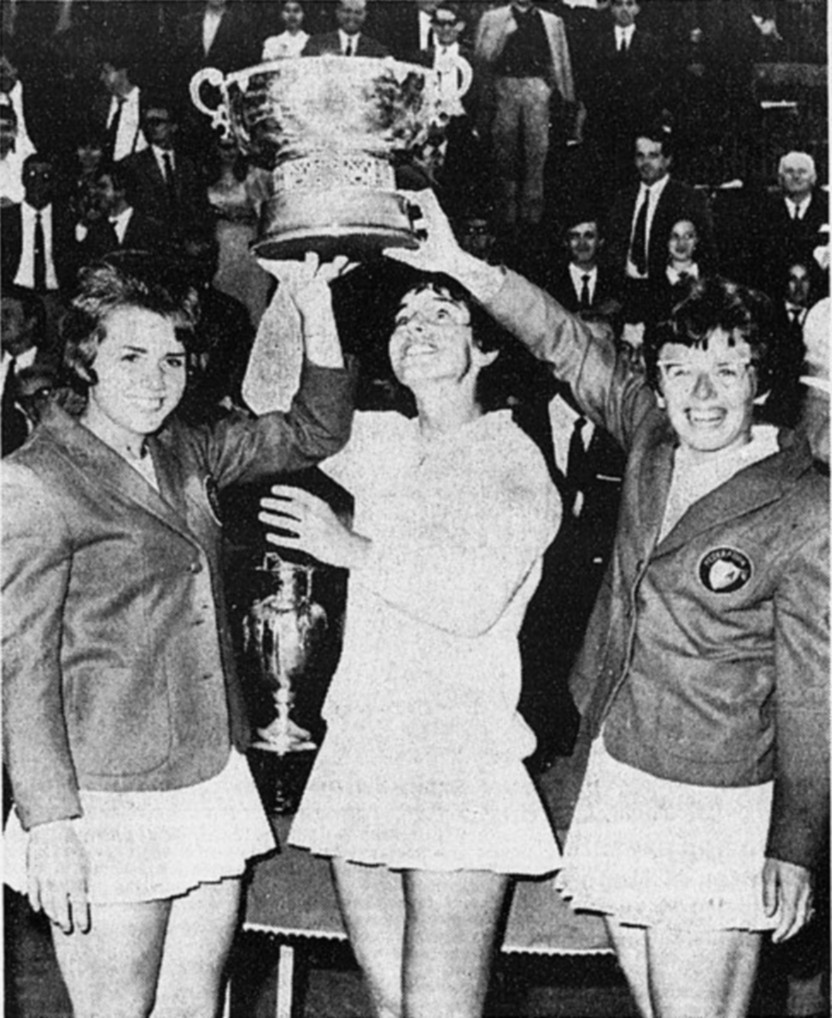
Oslava druhého titulu roku 1966 v Turíně. Carole Caldwell Graebnerová, Julie Heldmanová a Billie Jean Kingová.

Hráčským týmovým statistikám vévodí první světová jednička WTA Chris Evertová, která vyhrála celkově 57 zápasů, včetně nejvyššího počtu 40 dvouher a odehrála 42 mezistátních zápasů. Do prvního střetnutí nastoupila v ročníku 1977 a posledního se zúčastnila ve finále 1989 proti Španělce Conchitě Martínezové. Evertová je i držitelkou fedcupového rekordu v počtu 29 vyhraných dvouher v řadě. Šňůru započala při svém debutu 1977 a ukončila ji až ve čtvrtfinále roku 1986 Italka Sandra Cecchiniová. Nejvíce let odehrála Lindsay Davenportová, když od sezóny 2008 zasáhla do jedenácti ročníků soutěže.
Třicet a více utkání vyhrály Chris Evertová, Billie Jean Kingová (s poměrem 34–2), Rosemary Casalsová (34–2), Lindsay Davenportová (33–3) a Martina Navrátilová (31–1), která roku 2004 prohrála až své poslední deblové utkání reprezentační kariéry, ve 47 letech a 267 dneh. Stala se tak nejstarší hráčkou soutěže ve Světové skupině. Výhrou v prvním kole Fed Cupu 2004 proti Slovinsku zůstala nejstarší vítězkou mezistátního zápasu Světové skupiny, když do něj nastoupila ve 46 letech a 190 dnech. Navrátilová také drží s Australankou Margaret Courtovou nejvyšší poměr singlové neporazitelnosti Billie Jean King Cupu, s bilancí 20–0 (první dvouhry odehrála za Československo).
Jennifer Capriatiová se ve 14 letech a 114 dnech stala nejmladší Američankou v soutěži, když v červenci zasáhla do ročníku  1990. Výhrou v prvním kole nad Polkou Magdalenou Feistelovou tak představuje nejmladší americkou vítězku zápasu, a po finálovém triumfu, i nejmladší šampionku Billie Jean King Cupu vůbec. Naopak jako nejstarší utkání odehrála Martina Navrátilová ve 47 letech a 266 dnech, když 11. července podlehla ve čtyřhře čtvrtfinále Světové skupiny 2004 proti Rakousku.
Nejdelší americký zápas trval 3:11 hodiny. Meghann Shaughnessyová ve druhé dvouhře semifinále Světové skupiny 2003 porazila Belgičanku Kirsten Flipkensovou po třísetovém průběhu 7–6, 6–7 a 9–7.
Obrat se stavu 0:2 na zápasy se Spojeným státům nikdy nepodařil. Nejdelší vítězná série amerického výběru činí 38 mezistátních zápasů. Šňůra začala v úvodním kole světové skupiny 1976 proti Izraeli a skončila v semifinále Světové skupiny 1983 s Československem.

## Výsledky

### 2000–2009
| Rok  | soutěž                       | datum             | místo                             | soupeř                                                     | skóre                                                      | výsledek                                                   |
| ---- | ---------------------------- | ----------------- | --------------------------------- | ---------------------------------------------------------- | ---------------------------------------------------------- | ---------------------------------------------------------- |
| 2000 | Světová skupina, semifinále  | 22. listopadu     | Las Vegas, Spojené státy          | Belgie                                                     | 2–1                                                        | výhra                                                      |
| 2000 | Světová skupina, finále      | 24.–25. listopadu | Las Vegas, Spojené státy          | Španělsko                                                  | 5–0                                                        | vítězství (17)                                             |
| 2001 | Světová skupina, semifinále  | 7.–11. listopadu  | Madrid, Španělsko                 | odhlášení z bezpečnostních důvodů po útocích 11. září 2001 | odhlášení z bezpečnostních důvodů po útocích 11. září 2001 | odhlášení z bezpečnostních důvodů po útocích 11. září 2001 |
| 2002 | Světová skupina, 1. kolo     | 27.–28. dubna     | Charlotte, Spojené státy          | Rakousko                                                   | 2–3                                                        | prohra                                                     |
| 2002 | Světová skupina, baráž       | 20.–21. července  | Springfield, Spojené státy        | Izrael                                                     | 5–0                                                        | výhra                                                      |
| 2003 | Světová skupina, 1. kolo     | 26.–27. dubna     | Lowell, Spojené státy             | Česko                                                      | 5–0                                                        | výhra                                                      |
| 2003 | Světová skupina, čtvrtfinále | 19.–20. července  | Washington, D.C., Spojené státy   | Itálie                                                     | 5–0                                                        | výhra                                                      |
| 2003 | Světová skupina, semifinále  | 19.–20. listopadu | Moskva, Rusko                     | Itálie                                                     | 4–1                                                        | výhra                                                      |
| 2003 | Světová skupina, finále      | 22.–23. listopadu | Moskva, Rusko                     | Francie                                                    | 1–4                                                        | porážka                                                    |
| 2004 | Světová skupina, 1. kolo     | 24.–25. dubna     | Portorož, Slovinsko               | Slovinsko                                                  | 4–1                                                        | výhra                                                      |
| 2004 | Světová skupina, čtvrtfinále | 10.–11. července  | Innsbruck, Rakousko               | Rakousko                                                   | 4–1                                                        | výhra                                                      |
| 2005 | Světová skupina, 1. kolo     | 23.–24. dubna     | Delray Beach, Spojené státy       | Belgie                                                     | 5–0                                                        | prohra                                                     |
| 2005 | Světová skupina, semifinále  | 9.–10. července   | Moskva, Rusko                     | Rusko                                                      | 1–4                                                        | prohra                                                     |
| 2006 | Světová skupina, 1. kolo     | 22.–23. dubna     | Ettenheim, Německo                | Německo                                                    | 3–2                                                        | výhra                                                      |
| 2006 | Světová skupina, semifinále  | 15.–16. července  | Ostende, Belgie                   | Belgie                                                     | 1–4                                                        | prohra                                                     |
| 2007 | Světová skupina, 1. kolo     | 21.–22. dubna     | Delray Beach, Spojené státy       | Belgie                                                     | 5–0                                                        | výhra                                                      |
| 2007 | Světová skupina, semifinále  | 14.–15. července  | Stowe, Spojené státy              | Rusko                                                      | 2–3                                                        | prohra                                                     |
| 2008 | Světová skupina, 1. kolo     | 2.–3. února       | La Jolla, Spojené státy           | Německo                                                    | 4–1                                                        | výhra                                                      |
| 2008 | Světová skupina, semifinále  | 26.–27. dubna     | Moskva, Rusko                     | Rusko                                                      | 2–3                                                        | prohra                                                     |
| 2009 | Světová skupina, 1. kolo     | 7.–8. února       | Surprise, Spojené státy           | Argentina                                                  | 3–2                                                        | výhra                                                      |
| 2009 | Světová skupina, semifinále  | 25.–26. dubna     | Brno, Česko                       | Česko                                                      | 3–2                                                        | výhra                                                      |
| 2009 | Světová skupina, finále      | 7.–8. listopadu   | Reggio di Calabria, Spojené státy | Itálie                                                     | 0–4                                                        | porážka                                                    |

### 2010–2019
| Rok  | soutěž                      | datum             | místo                       | soupeř     | skóre | výsledek       |
| ---- | --------------------------- | ----------------- | --------------------------- | ---------- | ----- | -------------- |
| 2010 | Světová skupina, 1. kolo    | 6.–7. února       | Liévin, Francie             | Francie    | 4–1   | výhra          |
| 2010 | Světová skupina, semifinále | 24.–25. dubna     | Birmingham, Spojené státy   | Rusko      | 3–2   | výhra          |
| 2010 | Světová skupina, finále     | 6.–7. listopadu   | San Diego, Spojené státy    | Itálie     | 1–3   | porážka        |
| 2011 | Světová skupina, 1. kolo    | 5.–6. února       | Antverpy, Belgie            | Belgie     | 1–4   | prohra         |
| 2011 | Světová skupina, baráž      | 16.–17. dubna     | Stuttgart, Německo          | Německo    | 0–5   | prohra         |
| 2012 | 2. světová skupina, 1. kolo | 4.–5. února       | Worcester, Spojené státy    | Bělorusko  | 5–0   | výhra          |
| 2012 | Světová skupina, baráž      | 21.–22. dubna     | Charkov, Ukrajina           | Ukrajina   | 5–0   | výhra          |
| 2013 | Světová skupina, 1. kolo    | 9.–10. února      | Rimini, Itálie              | Itálie     | 2–3   | prohra         |
| 2013 | Světová skupina, baráž      | 20.–21. dubna     | Delray Beach, Spojené státy | Švédsko    | 3–2   | výhra          |
| 2014 | Světová skupina, 1. kolo    | 8.–9. února       | Cleveland, Spojené státy    | Itálie     | 1–3   | prohra         |
| 2014 | Světová skupina, baráž      | 19.–20. dubna     | St. Louis, Spojené státy    | Francie    | 2–3   | prohra         |
| 2015 | 2. světová skupina, 1. kolo | 7.–8. února       | Buenos Aires, Argentina     | Argentina  | 4–1   | výhra          |
| 2015 | Světová skupina, baráž      | 18.–19. dubna     | Brindisi, Itálie            | Itálie     | 2–3   | prohra         |
| 2016 | 2. světová skupina, 1. kolo | 6.–7. února       | Kailua-Kona, Spojené státy  | Polsko     | 4–0   | výhra          |
| 2016 | Světová skupina, baráž      | 16.–17. dubna     | Brisbane, Austrálie         | Austrálie  | 4–0   | výhra          |
| 2017 | Světová skupina, 1. kolo    | 11.–12. února     | Maui, Francie               | Německo    | 4–0   | výhra          |
| 2017 | Světová skupina, semifinále | 22.–23. dubna     | Tampa, Spojené státy        | Česko      | 3–2   | výhra          |
| 2017 | Světová skupina, finále     | 11.–12. listopadu | Minsk, Bělorusko            | Bělorusko  | 3–2   | vítězství (18) |
| 2018 | Světová skupina, 1. kolo    | 10.–11. února     | Asheville, Spojené státy    | Nizozemsko | 3–1   | výhra          |
| 2018 | Světová skupina, semifinále | 21.–22. dubna     | Aix-en-Provence, Francie    | Francie    | 3–2   | výhra          |
| 2018 | Světová skupina, finále     | 10.–11. listopadu | Praha, Česko                | Česko      | 0–3   | porážka        |
| 2019 | Světová skupina, 1. kolo    | 9.–10. února      | Asheville, Spojené státy    | Austrálie  | 2–3   | prohra         |
| 2019 | Světová skupina, baráž      | 20.–21. dubna     | San Antonio, Spojené státy  | Švýcarsko  | 3–2   | výhra          |

### 2020–2029
| Rok  | soutěž                            | datum            | místo                       | povrch    | soupeř    | skóre | výsledek |
| ---- | --------------------------------- | ---------------- | --------------------------- | --------- | --------- | ----- | -------- |
| 2021 | Kvalifikační kolo                 | 7.–8. února 2020 | Everett, Spojené státy      | tvrdý (h) | Lotyšsko  | 3–2   | výhra    |
| 2021 | Finálový turnaj, základní skupina | 2. listopadu     | Praha, Česko                | tvrdý (h) | Slovensko | 1–2   | prohra   |
| 2021 | Finálový turnaj, základní skupina | 3. listopadu     | Praha, Česko                | tvrdý (h) | Španělsko | 2–1   | výhra    |
| 2021 | Finálový turnaj, semifinále       | 5. listopadu     | Praha, Česko                | tvrdý (h) | RTF       | 1–2   | prohra   |
| 2022 | Kvalifikační kolo                 | 15.–16. dubna    | Asheville, Spojené státy    | tvrdý (h) | Ukrajina  | 3–2   | výhra    |
| 2022 | Finálový turnaj, základní skupina | 9. listopadu     | Glasgow, Spojené království | tvrdý (h) | Polsko    | 2–1   | výhra    |
| 2022 | Finálový turnaj, základní skupina | 11. listopadu    | Glasgow, Spojené království | tvrdý (h) | Česko     | 1–2   | prohra   |
| 2023 | Kvalifikační kolo                 | 14.–15. dubna    | Delray Beach, Spojené státy | tvrdý     | Rakousko  | 4–0   | výhra    |
| 2023 | Finálový turnaj, základní skupina | 9. listopadu     | Sevilla, Španělsko          | tvrdý (h) | Švýcarsko | 3–0   | výhra    |
| 2023 | Finálový turnaj, základní skupina | 10. listopadu    | Sevilla, Španělsko          | tvrdý (h) | Česko     | 1–2   | prohra   |
| 2024 | Kvalifikační kolo                 | 12.–13. dubna    | Orlando, Spojené státy      | tvrdý     | Belgie    | 4–0   | výhra    |
| 2024 | Finálový turnaj, osmifinále       | 14. listopadu    | Malaga, Španělsko           | tvrdý (h) | Slovensko | 1–2   | prohra   |
| 2025 | Kvalifikační kolo                 | 12. dubna        | Bratislava, Slovensko       | tvrdý (h) | Dánsko    | 3–0   | výhra    |
| 2025 | Kvalifikační kolo                 | 13. dubna        | Bratislava, Slovensko       | tvrdý (h) | Slovensko | 2–1   | výhra    |
| 2025 | Finálový turnaj, čtvrtfinále      | září 2025        | Šen-čen, Čína               |           |           |       |          |

## Přehled finále: 30 (18–12)
| Výsledek  | Č.  | Datum a místo konání                                                                                | Američanky                                                                        | Soupeřky                                                                                         | Skóre        | Zdroj  |
| --------- | --- | --------------------------------------------------------------------------------------------------- | --------------------------------------------------------------------------------- | ------------------------------------------------------------------------------------------------ | ------------ | ------ |
| Vítěz     | 1.  | Pohár federace 1963 20. června 1963 Londýn, Spojené království tráva, Queen's Club                  | Darlene Hardová Billie Jean Moffittová                                            | Austrálie                                                                                        | 2–1          | [ 9 ]  |
| Vítěz     | 1.  | Pohár federace 1963 20. června 1963 Londýn, Spojené království tráva, Queen's Club                  | Darlene Hardová Billie Jean Moffittová                                            | Margaret Smithová Jan O'Neillová Lesley Turnerová                                                | 2–1          | [ 9 ]  |
| Finalista | 1.  | Pohár federace 1964 5. září 1964 Filadelfie, Spojené státy tráva, Germantown Cricket Club           | Billie Jean Moffittová Nancy Richeyová Karen Hantze Susmanová                     | Austrálie                                                                                        | 1–2          | [ 10 ] |
| Finalista | 1.  | Pohár federace 1964 5. září 1964 Filadelfie, Spojené státy tráva, Germantown Cricket Club           | Billie Jean Moffittová Nancy Richeyová Karen Hantze Susmanová                     | Margaret Smithová Lesley Turnerová Robyn Ebbernová                                               | 1–2          | [ 10 ] |
| Finalista | 2.  | Pohár federace 1965 18. ledna 1965 Melbourne, Austrálie tráva, Kooyong Stadium                      | Billie Jean Moffittová Carole Caldwellová                                         | Austrálie                                                                                        | 1–2          | [ 11 ] |
| Finalista | 2.  | Pohár federace 1965 18. ledna 1965 Melbourne, Austrálie tráva, Kooyong Stadium                      | Billie Jean Moffittová Carole Caldwellová                                         | Margaret Smithová Lesley Turnerová Judy Tegartová                                                | 1–2          | [ 11 ] |
| Vítěz     | 2.  | Pohár federace 1966 15. května 1966 Turín, Itálie antuka, Turin Press Sporting Club                 | Julie Heldmanová Billie Jean Kingová Carole Caldwellová                           | Západní Německo                                                                                  | 3–0          | [ 12 ] |
| Vítěz     | 2.  | Pohár federace 1966 15. května 1966 Turín, Itálie antuka, Turin Press Sporting Club                 | Julie Heldmanová Billie Jean Kingová Carole Caldwellová                           | Helga Schultzeová Edda Budingová Helga Masthoffová                                               | 3–0          | [ 12 ] |
| Vítěz     | 3.  | Pohár federace 1967 11. června 1967 Berlín, Západní Německo antuka, Blau-Weiss T.C.                 | Rosemary Casalsová Billie Jean Kingová                                            | Velká Británie                                                                                   | 2–0          | [ 13 ] |
| Vítěz     | 3.  | Pohár federace 1967 11. června 1967 Berlín, Západní Německo antuka, Blau-Weiss T.C.                 | Rosemary Casalsová Billie Jean Kingová                                            | Virginia Wadeová Ann Haydon Jonesová                                                             | 2–0          | [ 13 ] |
| Vítěz     | 4.  | Pohár federace 1969 25. května 1969 Athény, Řecko antuka, Athens Tennis Club                        | Nancy Richeyová Julie Heldmanová Jane Bartkowiczová                               | Austrálie                                                                                        | 2–1          | [ 14 ] |
| Vítěz     | 4.  | Pohár federace 1969 25. května 1969 Athény, Řecko antuka, Athens Tennis Club                        | Nancy Richeyová Julie Heldmanová Jane Bartkowiczová                               | Margaret Courtová Kerry Melvilleová Judy Tegartová                                               | 2–1          | [ 14 ] |
| Finalista | 3.  | Pohár federace 1974 13. května 1974 Neapol, Itálie antuka, Neapolský klub                           | Julie Heldmanová Jeanne Evertová Sharon Walshová                                  | Austrálie                                                                                        | 1–2          | [ 15 ] |
| Finalista | 3.  | Pohár federace 1974 13. května 1974 Neapol, Itálie antuka, Neapolský klub                           | Julie Heldmanová Jeanne Evertová Sharon Walshová                                  | Evonne Goolagongová Dianne Fromholtzová Janet Youngová                                           | 1–2          | [ 15 ] |
| Vítěz     | 5.  | Pohár federace 1976 22. srpna 1976 Filadelfie, Spojené státy koberec (h), Spectrum                  | Billie Jean Kingová Rosemary Casalsová                                            | Austrálie                                                                                        | 2–1          | [ 16 ] |
| Vítěz     | 5.  | Pohár federace 1976 22. srpna 1976 Filadelfie, Spojené státy koberec (h), Spectrum                  | Billie Jean Kingová Rosemary Casalsová                                            | Evonne Goolagongová Kerry Melville Reidová Dianne Fromholtzová                                   | 2–1          | [ 16 ] |
| Vítěz     | 6.  | Pohár federace 1977 13. června 1977 Eastbourne, Spojené království tráva, Devonshire Park           | Chris Evertová Billie Jean Kingová Rosemary Casalsová                             | Austrálie                                                                                        | 2–1          | [ 17 ] |
| Vítěz     | 6.  | Pohár federace 1977 13. června 1977 Eastbourne, Spojené království tráva, Devonshire Park           | Chris Evertová Billie Jean Kingová Rosemary Casalsová                             | Kerry Melville Reidová Dianne Fromholtzová Wendy Turnbullová                                     | 2–1          | [ 17 ] |
| Vítěz     | 7.  | Pohár federace 1978 27. listopadu 1978 Melbourne, Austrálie tráva, Kooyong Stadium                  | Chris Evertová Tracy Austinová Billie Jean Kingová                                | Austrálie                                                                                        | 2–1          | [ 18 ] |
| Vítěz     | 7.  | Pohár federace 1978 27. listopadu 1978 Melbourne, Austrálie tráva, Kooyong Stadium                  | Chris Evertová Tracy Austinová Billie Jean Kingová                                | Kerry Melville Reidová Wendy Turnbullová Dianne Fromholtzová                                     | 2–1          | [ 18 ] |
| Vítěz     | 8.  | Pohár federace 1979 30. dubna 1979 Madrid, Španělsko antuka, RSHE Club Campo                        | Chris Evertová Tracy Austinová Billie Jean Kingová Rosemary Casalsová             | Austrálie                                                                                        | 3–0          | [ 19 ] |
| Vítěz     | 8.  | Pohár federace 1979 30. dubna 1979 Madrid, Španělsko antuka, RSHE Club Campo                        | Chris Evertová Tracy Austinová Billie Jean Kingová Rosemary Casalsová             | Kerry Melville Reidová Wendy Turnbullová Dianne Fromholtzová                                     | 3–0          | [ 19 ] |
| Vítěz     | 9.  | Pohár federace 1980 19. května 1980 Západní Berlín, Západní Německo antuka, Rot-Weiss Tennis Club   | Chris Evertová Tracy Austinová Rosemary Casalsová Kathy Jordanová                 | Austrálie                                                                                        | 3–0          | [ 20 ] |
| Vítěz     | 9.  | Pohár federace 1980 19. května 1980 Západní Berlín, Západní Německo antuka, Rot-Weiss Tennis Club   | Chris Evertová Tracy Austinová Rosemary Casalsová Kathy Jordanová                 | Dianne Fromholtzová Wendy Turnbullová Susan Leová                                                | 3–0          | [ 20 ] |
| Vítěz     | 10. | Pohár federace 1981 9. listopadu 1981 Tokio, Japonsko antuka, Tamagawa-en Racquet Club              | Rosemary Casalsová Kathy Jordanová Andrea Jaegerová Chris Evertová                | Velká Británie                                                                                   | 3–0          | [ 21 ] |
| Vítěz     | 10. | Pohár federace 1981 9. listopadu 1981 Tokio, Japonsko antuka, Tamagawa-en Racquet Club              | Rosemary Casalsová Kathy Jordanová Andrea Jaegerová Chris Evertová                | Sue Barkerová Virginia Wadeová                                                                   | 3–0          | [ 21 ] |
| Vítěz     | 11. | Pohár federace 1982 19. července 1982 Santa Clara, Japonsko tvrdý, Decathlon Club                   | Martina Navrátilová Chris Evertová                                                | Západní Německo                                                                                  | 3–0          | [ 22 ] |
| Vítěz     | 11. | Pohár federace 1982 19. července 1982 Santa Clara, Japonsko tvrdý, Decathlon Club                   | Martina Navrátilová Chris Evertová                                                | Claudia Kohde-Kilschová Bettina Bungeová                                                         | 3–0          | [ 22 ] |
| Finalista | 4.  | Pohár federace 1985 14. října 1985 Nagoja, Japonsko tvrdý, Green TC                                 | Elise Burginová Kathy Jordanová Sharon Walshová                                   | Československo                                                                                   | 1–2          | [ 23 ] |
| Finalista | 4.  | Pohár federace 1985 14. října 1985 Nagoja, Japonsko tvrdý, Green TC                                 | Elise Burginová Kathy Jordanová Sharon Walshová                                   | Hana Mandlíková Helena Suková Regina Maršíková Andrea Holíková                                   | 1–2          | [ 23 ] |
| Vítěz     | 12. | Pohár federace 1986 27. července 1986 Praha, Československo antuka, Štvanice                        | Chris Evertová Martina Navrátilová Pam Shriverová Zina Garrisonová                | Československo                                                                                   | 3–0          | [ 24 ] |
| Vítěz     | 12. | Pohár federace 1986 27. července 1986 Praha, Československo antuka, Štvanice                        | Chris Evertová Martina Navrátilová Pam Shriverová Zina Garrisonová                | Helena Suková Hana Mandlíková                                                                    | 3–0          | [ 24 ] |
| Finalista | 5.  | Pohár federace 1987 26. července 1987 Vancouver, Kanada tvrdý, Hollyburn C.C.                       | Pam Shriverová Chris Evertová                                                     | Západní Německo                                                                                  | 2–1          | [ 25 ] |
| Finalista | 5.  | Pohár federace 1987 26. července 1987 Vancouver, Kanada tvrdý, Hollyburn C.C.                       | Pam Shriverová Chris Evertová                                                     | Steffi Grafová Claudia Kohde-Kilschová                                                           | 2–1          | [ 25 ] |
| Vítěz     | 13. | Pohár federace 1989 1. října 1989 Tokio, Japonsko tvrdý, Ariake Forest Park Centre                  | Martina Navrátilová Pam Shriverová Chris Evertová Zina Garrisonová                | Španělsko                                                                                        | 3–0          | [ 26 ] |
| Vítěz     | 13. | Pohár federace 1989 1. října 1989 Tokio, Japonsko tvrdý, Ariake Forest Park Centre                  | Martina Navrátilová Pam Shriverová Chris Evertová Zina Garrisonová                | Conchita Martínezová Arantxa Sánchez Vicariová                                                   | 3–0          | [ 26 ] |
| Vítěz     | 14. | Pohár federace 1990 21. července 1990 Atlanta, Spojené státy tvrdý, Peachtree W.O.T.                | Jennifer Capriatiová Zina Garrisonová Gigi Fernándezová                           | Sovětský svaz                                                                                    | 2–1          | [ 27 ] |
| Vítěz     | 14. | Pohár federace 1990 21. července 1990 Atlanta, Spojené státy tvrdý, Peachtree W.O.T.                | Jennifer Capriatiová Zina Garrisonová Gigi Fernándezová                           | Leila Meschiová Nataša Zverevová Larisa Savčenková                                               | 2–1          | [ 27 ] |
| Finalista | 6.  | Pohár federace 1991 28. července 1991 Nottingham, Spojené království tvrdý, City of Nottingham T.C. | Mary Joe Fernandezová Gigi Fernándezová                                           | Španělsko                                                                                        | 1–2          | [ 28 ] |
| Finalista | 6.  | Pohár federace 1991 28. července 1991 Nottingham, Spojené království tvrdý, City of Nottingham T.C. | Mary Joe Fernandezová Gigi Fernándezová                                           | Conchita Martínezová Arantxa Sánchez Vicariová                                                   | 1–2          | [ 28 ] |
| Finalista | 7.  | Pohár federace 1994 24. července 1994 Frankfurt nad Mohanem, Německo antuka, Waldstadion T.C.       | Lindsay Davenportová Mary Joe Fernandezová Gigi Fernándezová                      | Španělsko                                                                                        | 0–3          | [ 29 ] |
| Finalista | 7.  | Pohár federace 1994 24. července 1994 Frankfurt nad Mohanem, Německo antuka, Waldstadion T.C.       | Lindsay Davenportová Mary Joe Fernandezová Gigi Fernándezová                      | Conchita Martínezová Arantxa Sánchez Vicariová                                                   | 0–3          | [ 29 ] |
| Finalista | 8.  | Fed Cup 1995 25.–26. listopadu 1995 Valencie, Španělsko antuka, Valencia T.C.                       | Chanda Rubinová Lindsay Davenportová Mary Joe Fernandezová Gigi Fernándezová      | Španělsko                                                                                        | 2–3          | [ 30 ] |
| Finalista | 8.  | Fed Cup 1995 25.–26. listopadu 1995 Valencie, Španělsko antuka, Valencia T.C.                       | Chanda Rubinová Lindsay Davenportová Mary Joe Fernandezová Gigi Fernándezová      | Conchita Martínezová Virginia Ruano Pascualová Arantxa Sánchez Vicariová María Sánchez Lorenzová | 2–3          | [ 30 ] |
| Vítěz     | 15. | Fed Cup 1996 28.–29. září 1996 Atlantic City, Spojené státy koberec (h), Convention Centre          | Lindsay Davenportová Mary Joe Fernandezová Monika Selešová Linda Wildová          | Španělsko                                                                                        | 5–0          | [ 31 ] |
| Vítěz     | 15. | Fed Cup 1996 28.–29. září 1996 Atlantic City, Spojené státy koberec (h), Convention Centre          | Lindsay Davenportová Mary Joe Fernandezová Monika Selešová Linda Wildová          | Conchita Martínezová Virginia Ruano Pascualová Arantxa Sánchez Vicariová Gala León Garcíaová     | 5–0          | [ 31 ] |
| Vítěz     | 16. | Fed Cup 1999 18.–19. září 1999 Stanford, Spojené státy tvrdý, Taube Tennis Stadium                  | Lindsay Davenportová Venus Williamsová Serena Williamsová                         | Rusko                                                                                            | 4–1          | [ 32 ] |
| Vítěz     | 16. | Fed Cup 1999 18.–19. září 1999 Stanford, Spojené státy tvrdý, Taube Tennis Stadium                  | Lindsay Davenportová Venus Williamsová Serena Williamsová                         | Jelena Makarovová Jelena Lichovcevová Jelena Dementěvová                                         | 4–1          | [ 32 ] |
| Vítěz     | 17. | Fed Cup 2000 24.–25. listopadu 2000 Las Vegas, Spojené státy koberec (h), Mandalay Bay Resort       | Lindsay Davenportová Monika Selešová Jennifer Capriatiová Lisa Raymondová         | Španělsko                                                                                        | 5–0          | [ 33 ] |
| Vítěz     | 17. | Fed Cup 2000 24.–25. listopadu 2000 Las Vegas, Spojené státy koberec (h), Mandalay Bay Resort       | Lindsay Davenportová Monika Selešová Jennifer Capriatiová Lisa Raymondová         | Conchita Martínezová Virginia Ruano Pascualová Arantxa Sánchez Vicariová Magüi Sernaová          | 5–0          | [ 33 ] |
| Finalista | 9.  | Fed Cup 2003 22.–23. listopadu 2003 Moskva, Spojené státy koberec (h), Lužniki                      | Meghann Shaughnessyová Lisa Raymondová Alexandra Stevensonová Martina Navrátilová | Francie                                                                                          | 4–1          | [ 34 ] |
| Finalista | 9.  | Fed Cup 2003 22.–23. listopadu 2003 Moskva, Spojené státy koberec (h), Lužniki                      | Meghann Shaughnessyová Lisa Raymondová Alexandra Stevensonová Martina Navrátilová | Amélie Mauresmová Mary Pierceová Émilie Loitová Stéphanie Cohen-Alorová                          | 4–1          | [ 34 ] |
| Finalista | 10. | Fed Cup 2009 7.–8. listopadu 2009 Reggio di Calabria, Itálie antuka, Circolo del Tennis             | Melanie Oudinová Alexa Glatchová Liezel Huberová Vania Kingová                    | Itálie                                                                                           | 4–0          | [ 35 ] |
| Finalista | 10. | Fed Cup 2009 7.–8. listopadu 2009 Reggio di Calabria, Itálie antuka, Circolo del Tennis             | Melanie Oudinová Alexa Glatchová Liezel Huberová Vania Kingová                    | Francesca Schiavoneová Sara Erraniová Roberta Vinciová                                           | 4–0          | [ 35 ] |
| Finalista | 11. | Fed Cup 2010 6.–7. listopadu 2010 San Diego, Spojené státy tvrdý (h), San Diego Sports Arena        | Bethanie Mattek-Sandsová Melanie Oudinová Coco Vandewegheová Liezel Huberová      | Itálie                                                                                           | 3–1          | [ 36 ] |
| Finalista | 11. | Fed Cup 2010 6.–7. listopadu 2010 San Diego, Spojené státy tvrdý (h), San Diego Sports Arena        | Bethanie Mattek-Sandsová Melanie Oudinová Coco Vandewegheová Liezel Huberová      | Francesca Schiavoneová Flavia Pennettaová Sara Erraniová Roberta Vinciová                        | 3–1          | [ 36 ] |
| Vítěz     | 18. | Fed Cup 2017 11.–12. listopadu 2017 Minsk, Bělorusko tvrdý (h), Čižovka-Arena                       | Coco Vandewegheová Sloane Stephensová Shelby Rogersová Alison Riskeová            | Bělorusko                                                                                        | 3–2          | [ 37 ] |
| Vítěz     | 18. | Fed Cup 2017 11.–12. listopadu 2017 Minsk, Bělorusko tvrdý (h), Čižovka-Arena                       | Coco Vandewegheová Sloane Stephensová Shelby Rogersová Alison Riskeová            | Aljaksandra Sasnovičová Aryna Sabalenková Věra Lapková Lidzija Marozavová                        | 3–2          | [ 37 ] |
| Finalista | 12. | Fed Cup 2018 10.–11. listopadu 2018 Praha, Česko tvrdý (h), O2 arena                                | Danielle Collinsová Sofia Keninová Alison Riskeová Nicole Melicharová             | Česko                                                                                            | 0–3 (detail) | [ 38 ] |
| Finalista | 12. | Fed Cup 2018 10.–11. listopadu 2018 Praha, Česko tvrdý (h), O2 arena                                | Danielle Collinsová Sofia Keninová Alison Riskeová Nicole Melicharová             | Petra Kvitová Kateřina Siniaková Barbora Strýcová Barbora Krejčíková                             | 0–3 (detail) | [ 38 ] |

## Složení týmu
| Rok  | Členky týmu              | Členky týmu              | Členky týmu              | Členky týmu            |
| ---- | ------------------------ | ------------------------ | ------------------------ | ---------------------- |
| 1976 | Rosemary Casalsová       | Billie Jean Kingová      | —                        | —                      |
| 1977 | Chris Evertová           | Rosemary Casalsová       | Billie Jean Kingová      | —                      |
| 1978 | Chris Evertová           | Tracy Austinová          | Billie Jean Kingová      | —                      |
| 1979 | Rosemary Casalsová       | Tracy Austinová          | Chris Evert Lloydová     | Billie Jean Kingová    |
| 1980 | Rosemary Casalsová       | Tracy Austinová          | Kathy Jordanová          | Chris Evert Lloydová   |
| 1981 | Rosemary Casalsová       | Kathy Jordanová          | Andrea Jaegerová         | Chris Evert Lloydová   |
| 1982 | Martina Navrátilová      | Chris Evert Lloydová     | —                        | —                      |
| 1983 | Candy Reynoldsová        | Andrea Jaegerová         | —                        | —                      |
| 1984 | Anne Smithová            | Kathy Jordanová          | Kathy Horvathová         | —                      |
| 1985 | Sharon Walshová          | Elise Burginová          | Kathy Jordanová          | —                      |
| 1986 | Martina Navrátilová      | Pam Shriverová           | Chris Evert Lloydová     | —                      |
| 1987 | Pam Shriverová           | Chris Evertová           | —                        | —                      |
| 1988 | Lori McNeilová           | Patty Fendicková         | Gigi Fernándezová        | —                      |
| 1989 | Martina Navrátilová      | Pam Shriverová           | Chris Evertová           | Zina Garrisonová       |
| 1990 | Jennifer Capriatiová     | Zina Garrisonová         | Gigi Fernándezová        | —                      |
| 1991 | Jennifer Capriatiová     | Zina Garrisonová         | —                        | —                      |
| 1992 | Lori McNeilová           | Pam Shriverová           | Zina Garrisonová         | Debbie Grahamová       |
| 1993 | Lori McNeilová           | Lindsay Davenportová     | Debbie Grahamová         | Ann Grossmanová        |
| 1994 | Lindsay Davenportová     | Zina Garrisonová         | Mary Joe Fernandezová    | Gigi Fernándezová      |
| 1995 | Martina Navrátilová      | Mary Joe Fernandezová    | Gigi Fernándezová        | Amy Frazierová         |
| 1996 | Jennifer Capriatiová     | Mary Joe Fernandezová    | Gigi Fernándezová        | —                      |
| 1997 | Kimberly Poová           | Chanda Rubinová          | Mary Joe Fernandezová    | Gigi Fernándezová      |
| 1998 | Lisa Raymondová          | Lindsay Davenportová     | Mary Joe Fernandezová    | Monika Selešová        |
| 1999 | Chanda Rubinová          | Monika Selešová          | —                        | —                      |
| 2000 | Lindsay Davenportová     | Jennifer Capriatiová     | Monika Selešová          | Lisa Raymondová        |
| 2002 | Jennifer Capriatiová     | Monika Selešová          | Meghann Shaughnessyová   | Lisa Raymondová        |
| 2003 | Serena Williamsová       | Venus Williamsová        | Meghann Shaughnessyová   | Alexandra Stevensonová |
| 2004 | Laura Granvilleová       | Venus Williamsová        | Martina Navrátilová      | Lisa Raymondová        |
| 2005 | Lindsay Davenportová     | Serena Williamsová       | Venus Williamsová        | Corina Morariuová      |
| 2006 | Jill Craybasová          | Jamea Jacksonová         | Shenay Perryová          | Vania Kingová          |
| 2007 | Serena Williamsová       | Venus Williamsová        | Lisa Raymondová          | Vania Kingová          |
| 2008 | Lindsay Davenportová     | Laura Granvilleová       | Ashley Harkleroadová     | Lisa Raymondová        |
| 2009 | Melanie Oudinová         | Alexa Glatchová          | Liezel Huberová          | Vania Kingová          |
| 2010 | Bethanie Mattek-Sandsová | Melanie Oudinová         | Liezel Huberová          | Christina McHaleová    |
| 2010 | Coco Vandewegheová       | —                        | —                        | —                      |
| 2011 | Bethanie Mattek-Sandsová | Melanie Oudinová         | Liezel Huberová          | Vania Kingová          |
| 2012 | Serena Williamsová       | Christina McHaleová      | Venus Williamsová        | Liezel Huberová        |
| 2012 | Sloane Stephensová       | —                        | —                        | —                      |
| 2013 | Melanie Oudinová         | Varvara Lepčenková       | Jamie Hamptonová         | Liezel Huberová        |
| 2014 | Christina McHaleová      | Alison Riskeová          | Madison Keysová          | Lauren Davisová        |
| 2015 | Lauren Davisová          | Christina McHaleová      | Alison Riskeová          | Taylor Townsendová     |
| 2015 | Coco Vandewegheová       | Serena Williamsová       | Venus Williamsová        | —                      |
| 2016 | Madison Keysová          | Bethanie Mattek-Sandsová | Christina McHaleová      | Sloane Stephensová     |
| 2016 | Coco Vandewegheová       | Venus Williamsová        | —                        | —                      |
| 2017 | Lauren Davisová          | Bethanie Mattek-Sandsová | Alison Riskeová          | Shelby Rogersová       |
| 2017 | Sloane Stephensová       | Coco Vandewegheová       | —                        | —                      |
| 2018 | Serena Williamsová       | Venus Williamsová        | Coco Vandewegheová       | Lauren Davisová        |
| 2018 | Sloane Stephensová       | Madison Keysová          | Bethanie Mattek-Sandsová | Danielle Collinsová    |
| 2018 | Sofia Keninová           | Alison Riskeová          | Nicole Melicharová       | —                      |
| 2019 | Madison Keysová          | Danielle Collinsová      | Sofia Keninová           | Nicole Melicharová     |
| 2021 | Sofia Keninová           | Serena Williamsová       | Alison Riskeová          | Coco Gauffová          |
| 2021 | Bethanie Mattek-Sandsová | Danielle Collinsová      | Shelby Rogersová         | Sloane Stephensová     |
| 2021 | Coco Vandewegheová       | Caroline Dolehideová     | —                        | —                      |
| 2022 | Jessica Pegulaová        | Alison Riskeová          | Shelby Rogersová         | Asia Muhammadová       |
| 2022 | Desirae Krawczyková      | Coco Gauffová            | Madison Keysová          | Taylor Townsendová     |
| 2023 | Jessica Pegulaová        | Coco Gauffová            | Danielle Collinsová      | Caty McNallyová        |
| 2023 | Sofia Keninová           | Peyton Stearnsová        | Taylor Townsendová       | —                      |
| 2024 | Jessica Pegulaová        | Madison Keysová          | Emma Navarrová           | Taylor Townsendová     |
| 2024 | Peyton Stearnsová        | Ashlyn Kruegerová        | Caroline Dolehideová     | —                      |
|      |                          |                          |                          |                        |
|      |                          |                          |                          |                        |

## Kapitáni
| Kapitáni                  | ročníků | období                                      | nejlepší výsledek                   |
| ------------------------- | ------- | ------------------------------------------- | ----------------------------------- |
| William Kellogg           | 1       | 1963                                        | titul (1963)                        |
| Madge Harshaw Vostersová  | 1       | 1964                                        | finále (1964)                       |
| Billie Jean Kingová       | 9       | 1965, 1976, 1995–1996, 1998–2000, 2002–2003 | titul (1976, 1996, 1999, 2000)      |
| Rosalyn Greenwoodová      | 1       | 1966                                        | titul (1966)                        |
| Donna Floyd Falesová      | 4       | 1967, 1969, 1972, 1974                      | titul (1967, 1969)                  |
| Betty Rosenquest Prattová | 1       | 1968                                        | semifinále (1968)                   |
| Carole Graebnerová        | 1       | 1970                                        | semifinále (1970)                   |
| Patti Hoganová            | 1       | 1971                                        | semifinále (1971)                   |
| Linda Tuerová             | 1       | 1973                                        | čtvrtfinále (1973)                  |
| Julie Heldmanová          | 1       | 1975                                        | semifinále (1975)                   |
| Vicki Bernerová           | 3       | 1977–1979                                   | titul (1977, 1978, 1979)            |
| Chris Evertová            | 3       | 1980–1982                                   | titul (1980, 1981, 1982)            |
| Nancy Jeffettová          | 1       | 1983                                        | semifinále (1983)                   |
| Tom Gorman                | 2       | 1984–1985                                   | finále (1985)                       |
| Marty Riessen             | 9       | 1986–1994                                   | titul (1986, 1989, 1990)            |
| Martina Navrátilová       | 1       | 1997                                        | 1. kolo Světové skupiny (1997)      |
| Zina Garrisonová          | 5       | 2004–2008                                   | semifinále (2005, 2006, 2007, 2008) |
| Mary Joe Fernandezová     | 8       | 2009–2016                                   | finále (2009, 2010)                 |
| Kathy Rinaldiová          | 7       | 2017–2023                                   | titul (2017)                        |
| Lindsay Davenportová      |         | od 2024                                     |                                     |

Vysvětlivky
1. 1 2 3 4 5 6 7 8 9 10  Hrající kapitánka – souběžně nominovaná jako tenistka týmu.

### Související článek
- Daviscupový tým Spojených států amerických
- Spojené státy americké na Hopmanově poháru